# Вацлав Прохазка

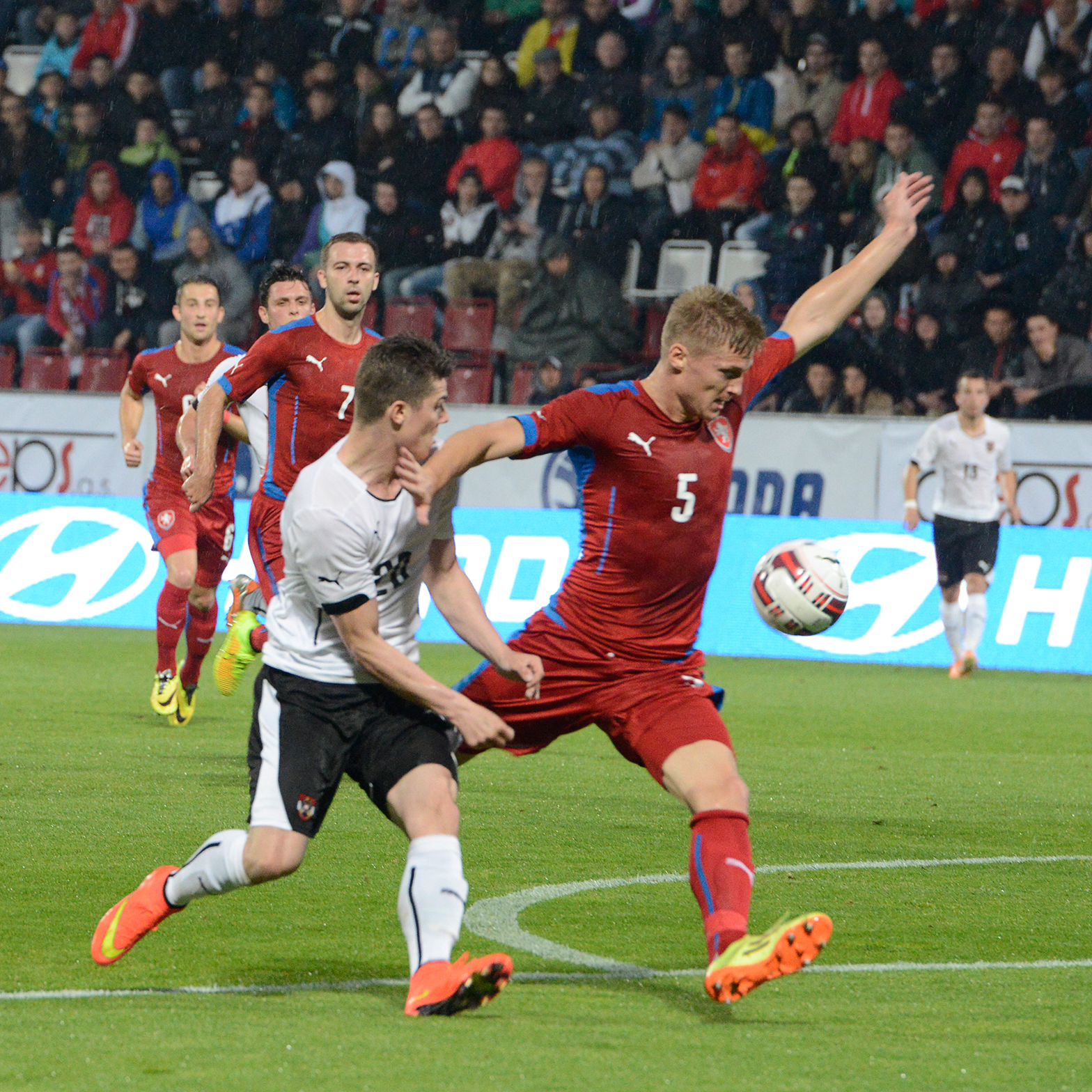
Вацлав Прохазка у формі національної збірної у матчі проти Австрії (2014)

Вацлав Прохазка (чеськ. Václav Procházka, нар. 8 травня 1984, Рокіцани) — чеський футболіст, захисник клубу «Вікторія» (Пльзень). Виступав, зокрема, за клуби «Словацко» та «Млада Болеслав», а також молодіжну збірну Чехії.

## Клубна кар'єра
Народився 8 травня 1984 року в місті Рокіцани. Вихованець футбольної школи клубу «Вікторія» (Пльзень). Дорослу футбольну кар'єру розпочав 2001 року в основній команді того ж клубу, в якій провів шість сезонів, взявши участь у 96 матчах чемпіонату.
У 2005 році на правах оренди захищав кольори команди клубу «Словацко».
Своєю грою за останню команду привернув увагу представників тренерського штабу клубу «Млада Болеслав», до складу якого приєднався 2008 року. Відіграв за команду з Млада Болеслава наступні три сезони своєї ігрової кар'єри. Більшість часу, проведеного у складі «Млада Болеслава», був основним гравцем захисту команди.
До складу клубу «Вікторія» (Пльзень) повернувся 2012 року. Наразі встиг відіграти за пльзенську команду 33 матчі в національному чемпіонаті.

## Виступи за збірну
З 2000 по 2006 рік пройшов через всі юнацькі та молодіжні збірні, починаючи зі збірною Чехії (до 15 років), закінчуючи молодіжною збірною Чехії (до 21 року). У 2003 році брав участь у Чемпіонаті світу з футболу серед молодіжних команд до 20 років в ОАЕ, де збірна посіла 4-е місце в групі.
Наприкінці травня 2013 головний тренер збірної Чехії Міхал Білек викликав Прохазку в команду перед відбірковим матчем зі Італією. Матч закінчився з рахунком 0:0, але Вацлав так і не вийшов на поле. Дебют у збірній відбувся 14 серпня в Будапешті у товариському матчі зі збірною Угорщини, який закінчився внічию 1:1.
| Дата     | Місто    | Господарі | Результат | Гості | Турнір            | Голи | Примітки |
| -------- | -------- | --------- | --------- | ----- | ----------------- | ---- | -------- |
| 14/08/13 | Будапешт | Угорщина  | 1 – 1     | Чехія | товариський матч  | -    |          |
| 10/09/13 | Турин    | Італія    | 2 – 1     | Чехія | Відбір до ЧС 2014 | -    |          |
| Усього   |          | Матчів    | 2         |       | Голів             | 0    |          |

## Титули та досягнення
- Чемпіон Чехії (2):

«Вікторія» (Пльзень): 2012-13, 2014-15
- Володар Кубка Чехії (1):

«Млада Болеслав»: 2010-11
- Володар Суперкубка Чехії (1):

«Вікторія» (Пльзень): 2015